# Inferriata

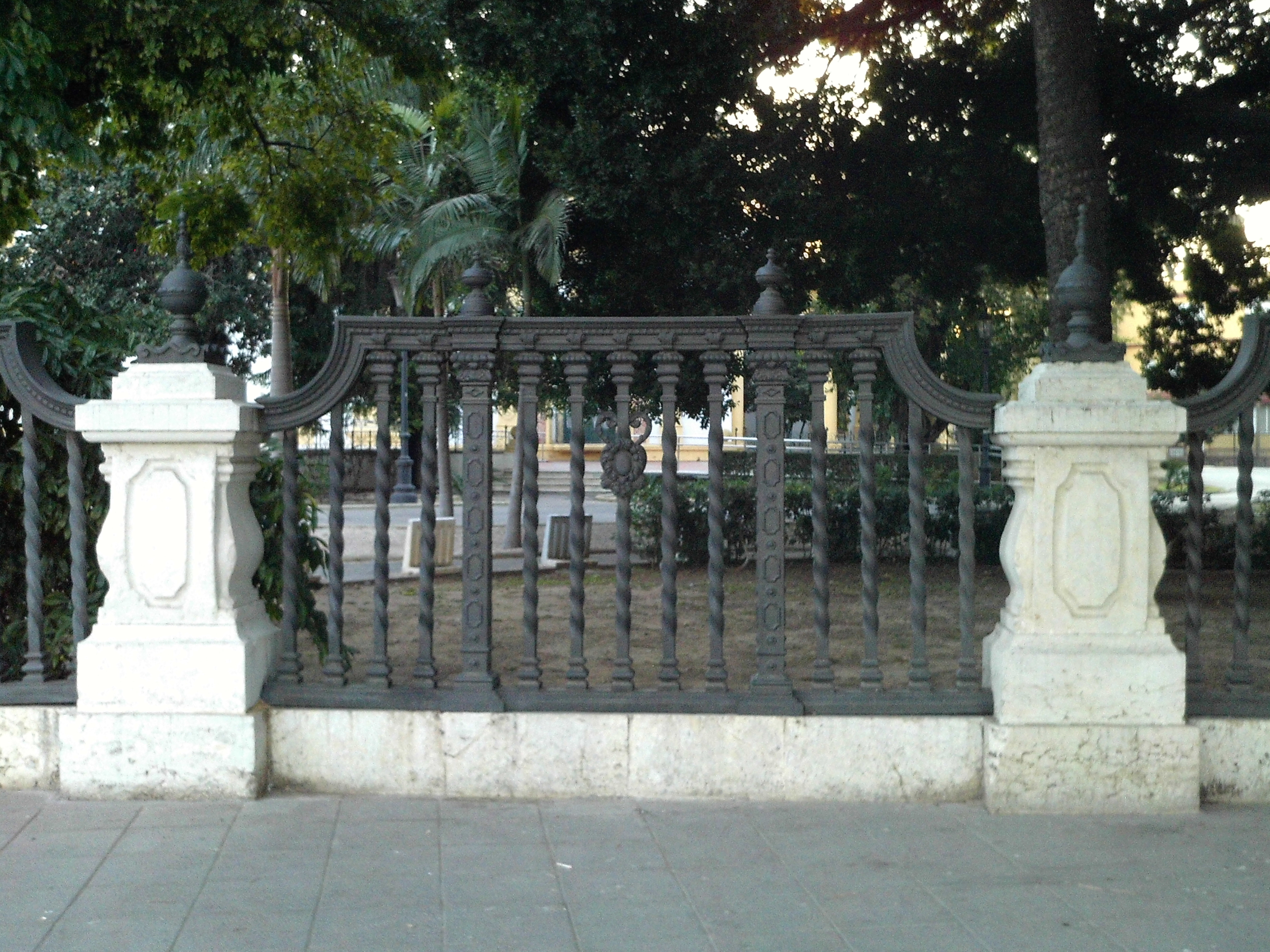
Inferriata dell'Esposizione ibero-americana di Siviglia.

L'inferriata (dal part.pass. "inferriato", cioè imprigionato) è una struttura metallica costituita da aste parallele, tonde o a listello, semplici o lavorate, generalmente in ferro, tenute unite e distanziate da almeno due aste orizzontali ad esse saldate o altrimenti unite.

## Funzione
La funzione di un'inferriata è quella di separare due ambienti, in genere entrambi esterni, impedendo il passaggio da uno all'altro di persone o animali di dimensioni non minime. La sommità delle aste verticali è spesso tagliata a punta per rendere più pericoloso lo scavalcamento da parte di persone non gradite. Una funzione quindi da antifurto, alla quale spesso si aggiunge anche una funzione decorativa.
Tipicamente le inferriate separano spazi aperti ma privati, tipo, ad es. giardini, dallo spazio pubblico. Quando si applicano a finestre, sono dette grate, nel qual caso gli elementi orizzontali sono nello stesso numero di quelli verticali, formando una "scacchiera"; i due termini, nel parlare comune, sono considerati pressoché intercambiabili.
Se l'inferriata ha la possibilità di aprirsi a porta, con una o, più frequentemente, con due ante imperniate agli estremi e dotate di strumento di chiusura, prende il nome di cancello o cancellata (quest'ultimo caso quando l'inferriata fissa si estende ai lati del cancello).
Se inserite in spazi chiusi spesso hanno le quattro estremità murate.
La funzione decorativa viene realizzata mediante elaborate forme delle aste (in alcuni casi, ad esempio, profilate a S), con verniciature pregiate e con le sommità degli elementi verticali costituite da punte di lancia, talvolta dipinte in color oro. È frequente a questo scopo l'uso del ferro battuto.

## Galleria d'immagini

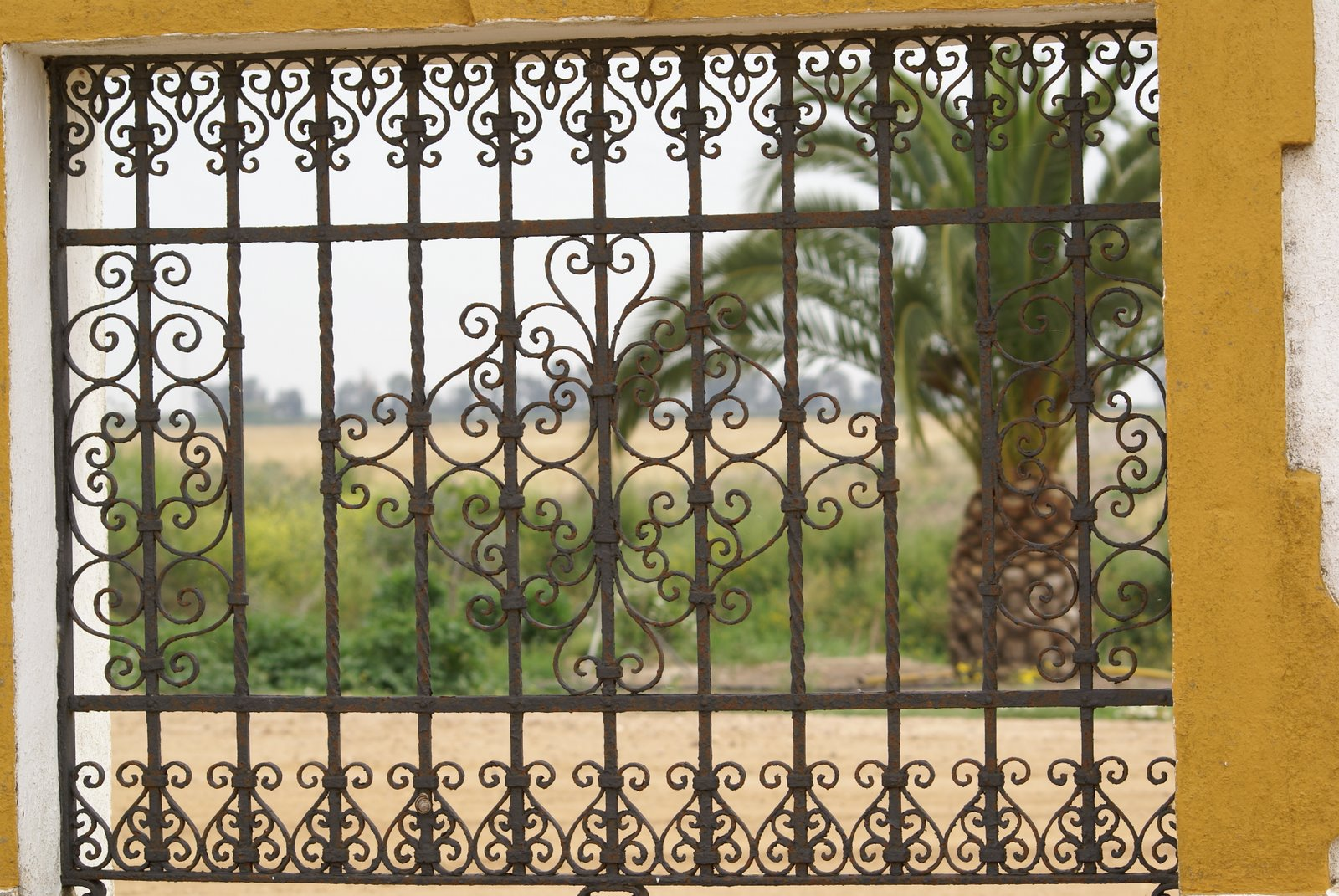
Inferriata nel muro di cinta di una fattoria nel comune andaluso di Mairena del Aljarafe (Spagna, 2007)
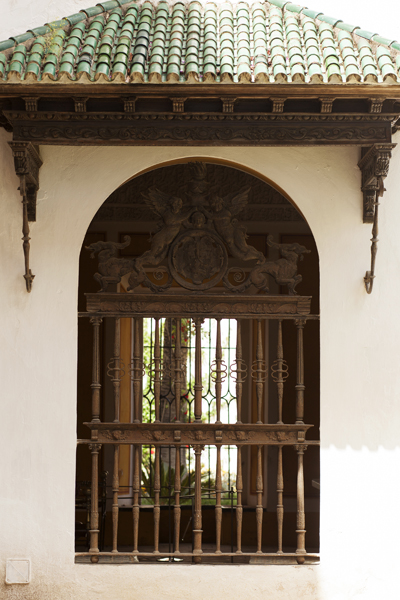
Apertura chiusa da inferriata nella Casa di Pilato a Siviglia (Spagna)
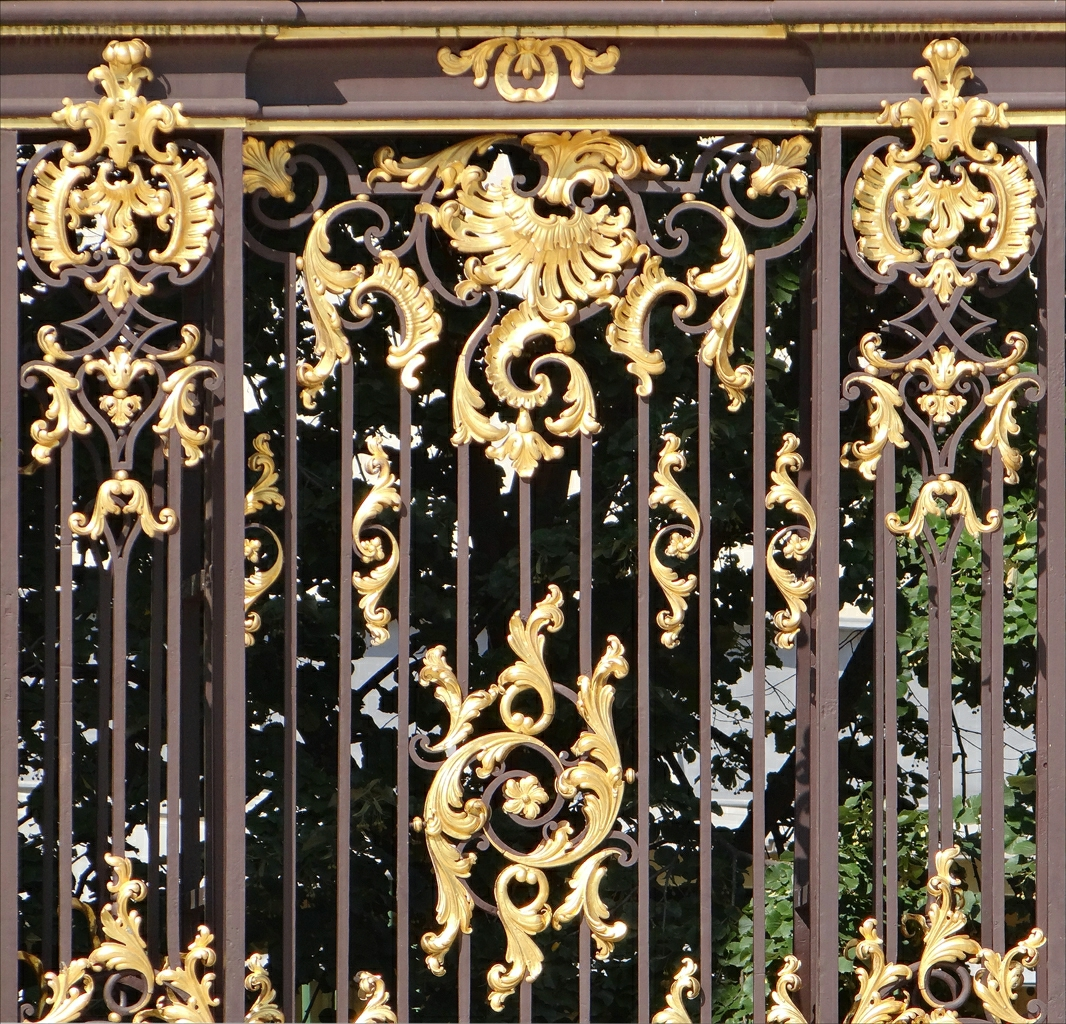
Particolare di inferriata in piazza Stanislao a Nancy (Francia)
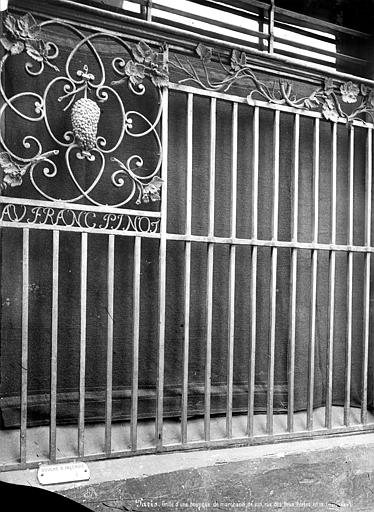
Inferriata della Boutique de Marchands de vin, 8 Séraphin-Médéric Mieusement
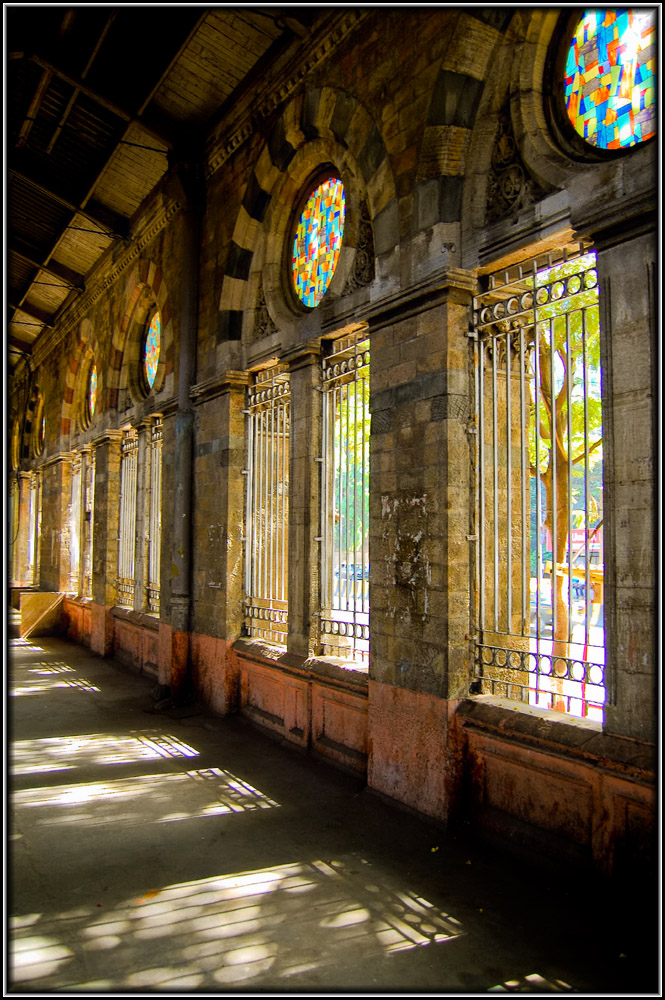
Inferriate ornamentali sotto gli archi della Stazione ferroviaria Chhatrapati Shivaji a Bombay (India)
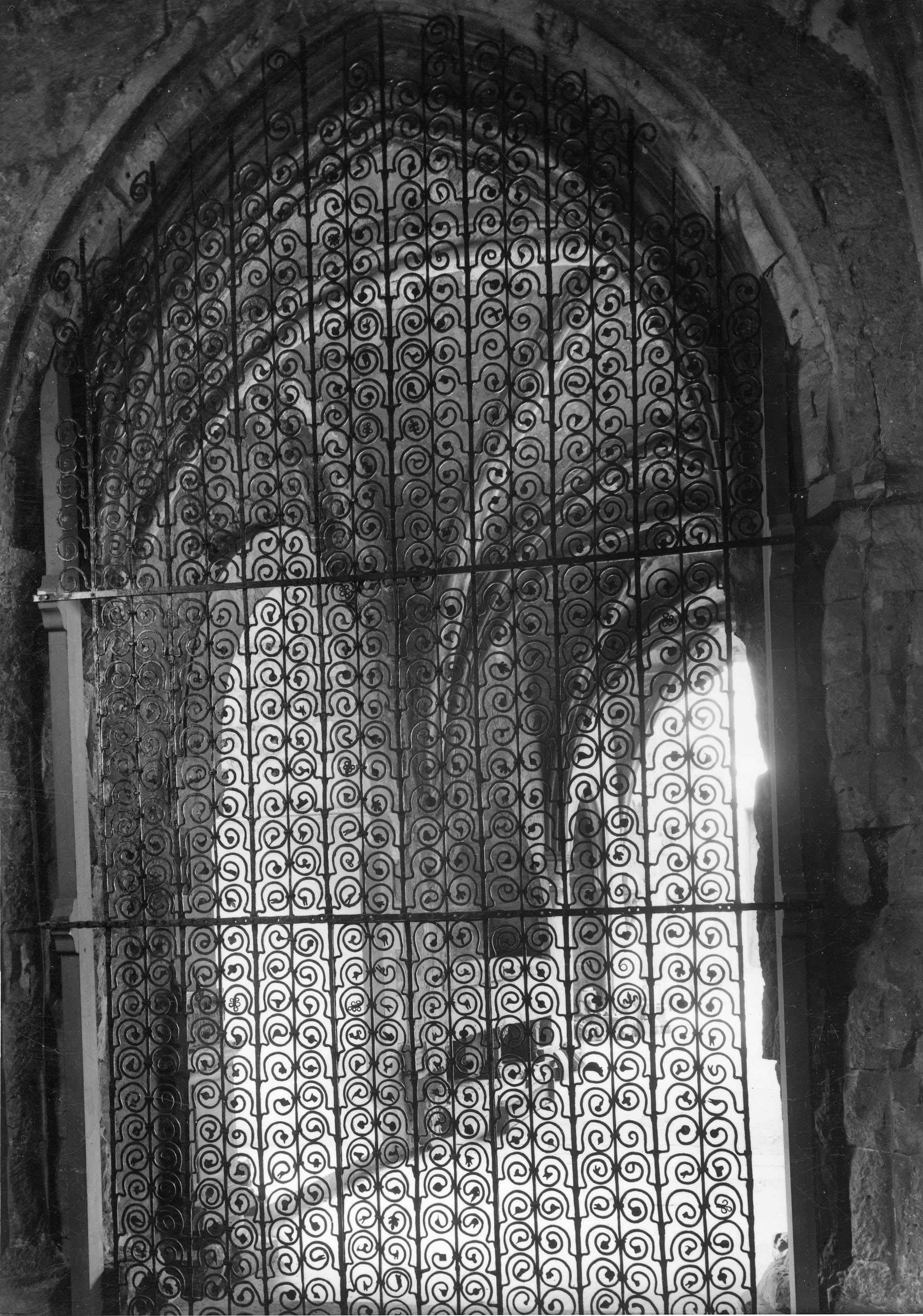
Inferriata nella Cattedrale di Lisbona (Lisbona, Portogallo)
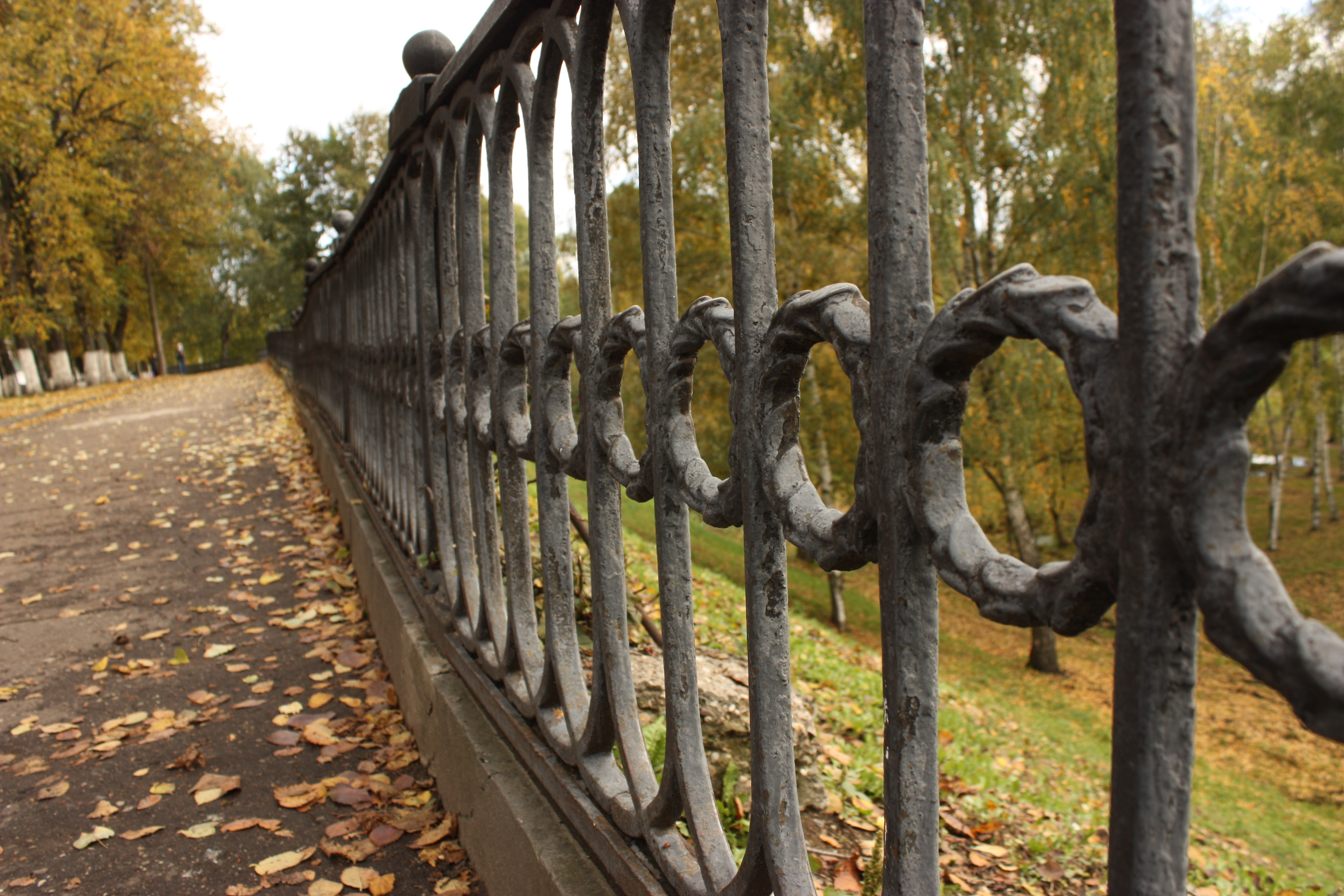
Inferriata in un parco russo
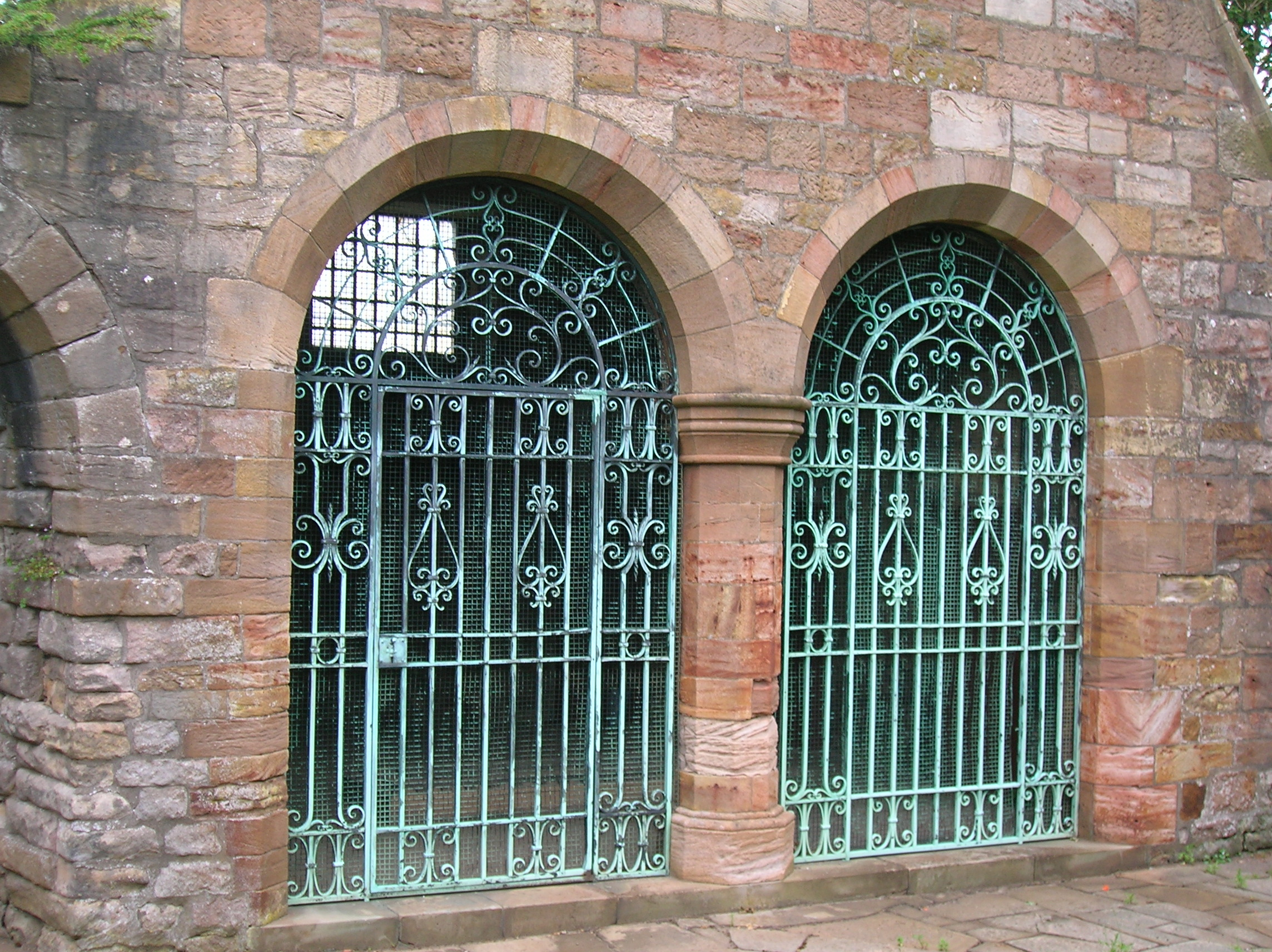
Cancello e inferriata in Monkton Church, Ayrshire Meridionale (Scozia)